# Björsells Briar 899
Björsells Briar 899, ibland endast kallad Briar, född 1991, död 11 januari 2022, var en svenskt halvblodshingst. Han var Jan Brinks förstahäst.

## Bakgrund
Briar var en mörk fuxhingst, vilket också kallas "svettfux", med bred bläs och tre vita helstrumpor. Briar föddes upp i Fuglie hos Hans-Yngve Göransson på Dalhem 1991, efter Magini 695 och undan stoet Charis (efter Krocket 651). Han tävlade i dressyr. Briar hade en mankhöjd på 1,74 meter.

## Karriär
1995 blev Briar tvåa i Årgångsprovet och fick bland annat högsta betyg i ridprovet. Briar tätplacerades i alla årgångsklasser som 5-, 6- och 7-åring.
År 2005 reds Briar av Jan Brink i EM i dressyr där ekipaget fick dubbelt brons, både lag och individuellt. Samma år blev Briar historisk med en överlägsen seger i Grosse Preis, det inofficiella VM och Dressyrchampionatet i Aachen. År 2006 blev Briar Elitpremierad, bland annat efter att han slagit rekordet i flest antal vunna SM-guld med sitt 5:e vunna guld, det kom att bli sammanlagt 7 SM-guld. Samma år utnämndes Briar även till Årets Häst på Ryttargalan.

### Som avelshingst
Briar pensionerades vid 18 års ålder år 2009, och var därefter verksam som avelshingst på Dalhem Farms. Briar blev far till över 600 registrerade avkommor, och flera av de blev framgångsrika inom banhoppning, bland annat Bamboocha i Danmark och Brunetti II i Tyskland.
Briar var registrerad som ett Svenskt halvblod men var även godkänd för avel för Hannoveranare, KWPN och Oldenburgare, samt flera andra utländska avelsförbund. Under 2006 hade Briar betäckt fler ston utomlands än i Sverige.

## Meriter
2006 blev Briar framröstad som Årets Häst på Ryttargalan och blev också det året tilldelad Elit. Briar blev genom ASVH utnämnd till Årets Hingst åren 2004, 2010 och 2011. 2011 låg han på 11:e plats som dressyrförvärvare, tar man hänsyn till antal avkommor respektive hingst har hamnar Briar betydligt högre (topp 3).
- SM-guld år 2001, 2002, 2003 och 2005. Innehar rekordet för flest vunna SM-guld i dressyr, sammanlagt 7 guld (för hästar).
- EM-silver individuellt 2003, EM-brons både individuellt och lag 2005.
- Vinnare i inofficiella VM, Dressyrchampionatet i Aachen 2005.
- Världscupsegrar i Globen 2002, 2003, 2005 och 2006 samt i Neumünster 2006 och Scandinavium 2007.
- 1:a på FEI:s världsranking, tio månader i rad (2007).
- 1:a på FEI:s världsranking för dressyrhingstar 10 år i rad.
- Utnämnd till Årets Häst på Ryttargalan år 2006
- Kvalificerat sig till och gjort 8 världscupfinaler
- Deltagit i 3 OS
- Utnämnd till Årets Hingst 2004, 2010 och 2011